# 100 геніїв сучасності
28 жовтня 2007 року газета Телеграф опублікувала британський рейтинг «100 геніїв сучасності» (англ. «Top 100 living geniuses»), складеного міжнародною консалтинговою компанією Creators Synectics. Компанія влітку 2007 року опитала електронною поштою 4 000 британців, запропонувавши їм визначити 10 геніїв, які живуть в різних країнах. За даними опитування 6 експертів компанії з креативності та інновацій склали список 100 геніїв сучасності. На формування рейтингу впливали: роль в зміні системи поглядів, суспільне визнання, сила інтелекту, досягнення та культурна значимість кожного з кандидатів.
Одну четверту списку склали британці — найбільша щільність «геніїв» серед країн світу за версією укладачів, британці та американці разом — близько 60 % списку.
Єдиний українець у списку Іван Марчук (72-ге місце). Українське походження мають Стівен Спілберг (26-е місце), Ноам Чомскі (32-ге місце), Стів Возняк і Мартін Купер (поділяють 67-е місце).
| № п\п /місце поділене | Прізвище                          | Країна (національність)       | Вид діяльності                                                                                          | Бали |
| --------------------- | --------------------------------- | ----------------------------- | --- | ---- |
| 1/1=                  | Альберт Гофман                    | Швейцарія (Swiss)             | Хімік                                                                                                   | 27   |
| 2/1=                  | Тім Бернерс-Лі                    | Велика Британія (British)     | Науковець ІТ                                                                                            | 27   |
| 3/3                   | Джордж Сорос                      | США (American)                | Інвестор і філантроп                                                                                    | 25   |
| 4/4                   | Метт Ґрейнінґ                     | США (American)                | Сатирик і аніматор                                                                                      | 24   |
| 5/5=                  | Нельсон Мандела                   | ПАР (South African)           | Політик і дипломат                                                                                      | 23   |
| 6/5=                  | Фредерік Сенгер                   | Велика Британія (British)     | Хімік                                                                                                   | 23   |
| 7/7=                  | Даріо Фо                          | Італія (Italian)              | Письменник і драматург                                                                                  | 22   |
| 8/7=                  | Стівен Гокінг                     | Велика Британія (British)     | Фізик                                                                                                   | 22   |
| 9/9=                  | Оскар Німеєр                      | Бразилія (Brazilian)          | Архітектор                                                                                              | 21   |
| 10/9=                 | Філіп Ґласс                       | США (American)                | Композитор                                                                                              | 21   |
| 11/9=                 | Перельман Григорій Якович         | Росія (Russian)               | Математик                                                                                               | 21   |
| 12/12=                | Ендрю Джон Вайлс                  | Велика Британія (British)     | Математик                                                                                               | 20   |
| 13/12=                | Лі Хонгци                         | Китай (Chinese)               | Духовний лідер                                                                                          | 20   |
| 14/12=                | Алі Джаван                        | Іран (Iranian)                | Інженер                                                                                                 | 20   |
| 15/15=                | Браян Іно                         | Велика Британія (British)     | Композитор                                                                                              | 19   |
| 16/15=                | Демієн Герст                      | Велика Британія (British)     | Художник                                                                                                | 19   |
| 17/15=                | Даніель Таммет                    | Велика Британія (British)     | Савант і лінгвіст                                                                                       | 19   |
| 18                    | Ніколсон Бейкер                   | США (American)                | Письменник                                                                                              | 18   |
| 19                    | Даніель Баренбойм                 | (N/A)                         | Музикант                                                                                                | 17   |
| 20/20=                | Роберт Крамб                      | США (American)                | Художник, письменник                                                                                    | 16   |
| 21/20=                | Річард Докінз                     | Велика Британія (British)     | Біолог і філософ                                                                                        | 16   |
| 22/20=                | Ларрі Пейдж і Сергій Брін         | США (American)                | Засновники Google                                                                                       | 16   |
| 23/20=                | Руперт Мердок                     | США (American)                | Видавець, медіамагнат                                                                                   | 16   |
| 24/20=                | Джефрі Гілл                       | Велика Британія (British)     | Поет | 16   |
| 25                    | Каспаров Гаррі Кімович            | Росія (Russian)               | Шахіст                                                                                                  | 15   |
| 26/26=                | Далай-лама                        | Тибет (Tibetan)               | Духовний лідер                                                                                          | 14   |
| 27/26=                | Стівен Спілберг                   | США (American)                | Кінорежисер, сценарист, продюсер                                                                        | 14   |
| 28/26=                | Хіроші Ісігуро                    | Японія (Japanese)             | Робототехнік                                                                                            | 14   |
| 29/26=                | Роберт Едвардс                    | Велика Британія (British)     | Засновник репродуктивної медицини, зокрема запліднення в пробірці                                       | 14   |
| 30/26=                | Шеймас Гіні                       | Ірландія (Irish)              | Поет | 14   |
| 31                    | Гарольд Пінтер                    | Велика Британія (British)     | Письменник і драматург                                                                                  | 13   |
| 32/32=                | Флосі Вонг-Стаал                  | Китай (Chinese)               | Біотехнолог                                                                                             | 12   |
| 33/32=                | Боббі Фішер                       | США (American)                | Шахіст                                                                                                  | 12   |
| 34/32=                | Prince                            | США (American)                | Рок-музикант                                                                                            | 12   |
| 35/32=                | Генрик Миколай Гурецький          | Польща (Polish)               | Композитор                                                                                              | 12   |
| 36/32=                | Ноам Чомскі (Хомський)            | США (American)                | Філософ і лінгвіст                                                                                      | 12   |
| 37/32=                | Себастьян Тран                    | Німеччина, США (German)       | Ймовірнісна робототехніка                                                                               | 12   |
| 38/32=                | Німа Аркані-Хамед                 | Канада (Canadian)             | Фізик                                                                                                   | 12   |
| 39/32=                | Маргарет Тенбул                   | США (American)                | Астробіологиня                                                                                          | 12   |
| 40/40=                | Елейн Пейджелс                    | США (American)                | Історикиня                                                                                              | 11   |
| 41/40=                | Остреа Енріке                     | Філіппіни (Philippino)        | Педіатр і неонатолог                                                                                    | 11   |
| 42/40=                | Гері Беккер                       | США (American)                | Економіст                                                                                               | 11   |
| 43/43=                | Мухаммед Алі                      | США (American)                | Боксер                                                                                                  | 10   |
| 44/43=                | Осама бен Ладен                   | Саудівська Аравія (Saudi)     | Ісламіст                                                                                                | 10   |
| 45/43=                | Білл Гейтс                        | США (American)                | Бізнесмен                                                                                               | 10   |
| 46/43=                | Філіп Рот                         | США (American)                | Письменник                                                                                              | 10   |
| 47/43=                | Джеймс Вест                       | США (American)                | Співвинахідник фольгованого електричного мікрофона                                                      | 10   |
| 48/43=                | Туан Ву Дінг                      | В'єтнам (Vietnamese)          | Науковець біомедицини                                                                                   | 10   |
| 49/49=                | Браян Вілсон                      | США (American)                | Музикант                                                                                                | 9    |
| 50/49=                | Стіві Вандер                      | США (American)                | Співак, композитор-пісняр                                                                               | 9    |
| 51/49=                | Вінтон Серф                       | США (American)                | Вчений-комп'ютерник, «батько Інтернету»                                                                 | 9    |
| 52/49=                | Генрі Кіссинджер                  | США (American)                | Дипломат і політик                                                                                      | 9    |
| 53/49=                | Річард Бренсон                    | Велика Британія (British)     | Публіцист, бізнесмен, мільярдер                                                                         | 9    |
| 54/49=                | Пардіс Сабеті                     | Іран (Iranian)                | Біологічний антрополог                                                                                  | 9    |
| 55/49=                | Джон де Моль (молодший)           | Нідерланди (Dutch)            | Телевізійний продюсер, медіамагнат, мільярдер                                                           | 9    |
| 56/49=                | Меріл Стріп                       | США (American)                | Акторка                                                                                                 | 9    |
| 57/49=                | Маргарет Етвуд                    | Канада (Canadian)             | Письменниця                                                                                             | 9    |
| 58/58=                | Пласідо Домінґо                   | Іспанія (Spanish)             | Співак, тенор                                                                                           | 8    |
| 59/58=                | Джон Лассетер                     | США (American)                | Комп'ютерний аніматор                                                                                   | 8    |
| 60/58=                | Шанпей Ямазакі                    | Японія (Japanese)             | Вчений-комп'ютерник і фізик                                                                             | 8    |
| 61/58=                | Джейн Гудолл                      | Велика Британія (British)     | Приматолог, етолог, антрополог                                                                          | 8    |
| 62/58=                | Кірті Нараян Чаудхурі             | Індія (Indian)                | Історик, музикант                                                                                       | 8    |
| 63/58=                | Джон Гото                         | Велика Британія (British)     | Фотограф                                                                                                | 8    |
| 64/58=                | Пол Маккартні                     | Велика Британія (British)     | Музикант, підприємець                                                                                   | 8    |
| 65/58=                | Стівен Кінг                       | США (American)                | Письменник                                                                                              | 8    |
| 66/58=                | Леонард Коен                      | Канада (American)             | Поет і музикант                                                                                         | 8    |
| 67/67=                | Арета Франклін                    | США (American)                | Музикантка                                                                                              | 7    |
| 68/67=                | Девід Бові                        | Велика Британія (British)     | Музикант                                                                                                | 7    |
| 69/67=                | Емілі Остер                       | США (American)                | Економістка                                                                                             | 7    |
| 70/67=                | Стів Возняк                       | США (American)                | Інженер, співзасновник Apple Computers                                                                  | 7    |
| 71/67=                | Мартін Купер                      | США (American)                | Винахідник стільникового (мобільного) телефону                                                          | 7    |
| 72/72=                | Джордж Лукас                      | США (American)                | Кінорежисер, сценарист, продюсер                                                                        | 6    |
| 73/72=                | Найл Роджерс                      | США (American)                | Музикант                                                                                                | 6    |
| 74/72=                | Ганс Ціммер                       | Німеччина (German)            | Композитор                                                                                              | 6    |
| 75/72=                | Джон Вільямс                      | США (American)                | Композитор, диригент, піаніст                                                                           | 6    |
| 76/72=                | Анет Баєр                         | Нова Зеландія (New Zealander) | Філософ                                                                                                 | 6    |
| 77/72=                | Дороті Роу                        | Велика Британія (British)     | Фізіологиня                                                                                             | 6    |
| 78/72=                | Марчук Іван Степанович            | Україна (Ukrainian)           | Художник, скульптор                                                                                     | 6    |
| 79/72=                | Робін Есковадо                    | США (American)                | Композитор                                                                                              | 6    |
| 80/72=                | Марк Дін                          | США (American)                | Винахідник, вчений- комп'ютерник                                                                        | 6    |
| 81/72=                | Рік Рубін                         | США (American)                | Музичний продюсер, аранжувальник                                                                        | 6    |
| 82/72=                | Стен Лі                           | США (American)                | Видавець, письменник, творець героїв коміксів                                                           | 6    |
| 83/83=                | Девід Воррен                      | Австралія (Australian)        | Винахідник бортового самописця («чорного ящика») літаків                                                | 5    |
| 84/83=                | Йон Фоссе                         | Норвегія (Norwegian)          | Письменник, драматург                                                                                   | 5    |
| 85/83=                | Гертруда Шнакенберг               | США (American)                | Поетеса                                                                                                 | 5    |
| 86/83=                | Грехем Лайнхен                    | Ірландія (Irish)              | Письменник, драматург                                                                                   | 5    |
| 87/83=                | Джоан Роулінг                     | Велика Британія (British)     | Письменниця                                                                                             | 5    |
| 88/83=                | Кен Рассел                        | Велика Британія (British)     | Кінорежисер                                                                                             | 5    |
| 89/83=                | Калашников Михайло Тимофійович    | Росія (Russian)               | Конструктор стрілецької зброї                                                                           | 5    |
| 90/83=                | Еріх Джарвіс                      | США (American)                | Нейробіолог                                                                                             | 5    |
| 91/91=                | Чед Варах                         | Велика Британія (British)     | Англіканський священик, засновник благочинної організації «Самаритяни»                                  | 4    |
| 92/91=                | Ніколас Хаєк                      | Швейцарія (Swiss)             | Співзасновник Swatch Group — одного з найбільших виробників наручних годинників                         | 4    |
| 93/91=                | Алістер Хана                      | Велика Британія (British)     | Філософ                                                                                                 | 4    |
| 94/94=                | Патриція Бат                      | США (American)                | Офтальмологиня                                                                                          | 3    |
| 95/94=                | Томас Джексон (Thomas A. Jackson) | США (American)                | Авіаінженер                                                                                             | 3    |
| 96/94=                | Доллі Партон                      | США (American)                | Співачка, музикантка, продюсека                                                                         | 3    |
| 97/94=                | Морріссі                          | Велика Британія (British)     | Музикант, вокаліст, поет                                                                                | 3    |
| 98/94=                | Майкл Евіс                        | Велика Британія (British)     | Засновник фестивалю сучасної музики в Гластонбері                                                       | 3    |
| 99/94=                | Ранульф Файннс                    | Велика Британія (British)     | Мандрівник, перша людина, яка побувала на обох полюсах Землі, першим повністю пішки перетнув Антарктиду | 3    |
| 100/100               | Квентін Тарантіно                 | США (American)                | Кінорежисер, сценарист, кіноактор, продюсер                                                             | 2    |